# Nagytarcsa
Nagytarcsa là một thị trấn thuộc hạt Pest, Hungary. Thị trấn này có diện tích 12,14 km², dân số năm 2010 là 3673 người, mật độ 303 người/km².